# Retour aux choses mêmes
Le retour aux choses mêmes est le mot d'ordre de la phénoménologie selon Edmund Husserl. Il s'agit de l'orientation que doit prendre toute démarche philosophique visant à comprendre les choses telles qu'elles sont.

## Concept
Dans les Recherches logiques, Edmund Husserl écrit : « Porter sur les choses un jugement rationnel et scientifique, c'est se régler sur les choses mêmes, ou revenir des discours et des opinions aux choses mêmes, les interroger en tant qu'elles se donnent elles-mêmes et repousser tous les préjugés étrangers à la chose même ». Il critique l'étude des choses qui est faite à travers les perceptions des choses. Il appelle à un « retour aux choses mêmes », c'est-à-dire à une prise en compte de l'objet en tant qu'objet. Le mot choses est donné, en allemand, par le mot « Sachen », qui signifie à la fois chose et problème. Retourner aux choses signifie donc retourner aux problèmes fondamentaux.
Dire qu'il faut retourner aux choses sous-entend aussi que les choses demeurent ce qu'elles sont, qu'on les prenne pour elles-mêmes ou pas. Il est possible, après avoir fait erreur, de retourner aux choses mêmes. Pierre Guenancia écrit en 2018 : « On a compris le projet husserlien quand on a identifié ce mot d'ordre, l'injonction d'un retour aux choses mêmes ».
L'appel du retour aux choses mêmes est repris par Heidegger. Ce dernier conçoit ce retour comme une lutte contre le traditionalisme.